# Église Saint-Pierre de Philadelphie
Cet article concerne l’église épiscopalienne. Pour l’église Saint-Pierre-Apôtre catholique, voir sanctuaire Saint-Jean-Népomucène-Neumann de Philadelphie. Pour les autres églises homonymes, voir église Saint-Pierre.
L'église Saint-Pierre  est une église en briques rouges de la ville de Philadelphie, sur la côte est des États-Unis. Elle est située au coin de la 3e rue et de Pine street. Elle ouvrit ses portes en 1761 et fut un lieu de culte protestant pour les Pères fondateurs américains pendant la période du congrès continental.

## Sources
- (en) Cet article est partiellement ou en totalité issu de l’article de Wikipédia en anglais intitulé « St. Peter's Church, Philadelphia » (voir la liste des auteurs).